# Franklin (New Hampshire)
Franklin is een plaats (city) in de Amerikaanse staat New Hampshire, en valt bestuurlijk gezien onder Merrimack County.

## Demografie
Bij de volkstelling in 2000 werd het aantal inwoners vastgesteld op 8405. In 2006 is het aantal inwoners door het United States Census Bureau geschat op 8785, een stijging van 380 (4,5%).

## Geografie
Volgens het United States Census Bureau beslaat de plaats een oppervlakte van 75,5 km², waarvan 71,4 km² land en 4,1 km² water. Franklin ligt op ongeveer 178 m boven zeeniveau.

## Plaatsen in de nabije omgeving
De onderstaande figuur toont nabijgelegen plaatsen in een straal van 28 km rond Franklin.